# WBM Wohnungsbaugesellschaft Berlin-Mitte
Die WBM Wohnungsbaugesellschaft Berlin-Mitte mit beschränkter Haftung ist eine kommunale Wohnungsgesellschaft des Landes Berlin. Sie bewirtschaftet Wohn- und Geschäftsimmobilien in Berlin, vor allem in den Bezirken Mitte, Friedrichshain-Kreuzberg und Spandau.
Ihr Portfolio umfasste Ende 2023 rund 34.000 Mietwohnungen und 300.000 Quadratmeter Gewerbefläche.

## Geschichte
Die heutige WBM entstand am 1. Juli 1990 aus dem VEB Kommunale Wohnungsverwaltung Berlin-Mitte. Durch Erwerb anderer Wohnungsunternehmen wie der WBF (Wohnungsbaugesellschaft Friedrichshain) und der Bewoge (Berliner Wohn- und Geschäftshaus GmbH) sind Bestände in anderen Bezirken Berlins hinzugekommen.
Vermietet und verwaltet werden knapp 34.000 eigene Mietwohnungen und ca. 300.000 m² Gewerbeflächen – neben ergänzenden Gewerbeflächen in den Wohnquartieren auch zwei Bürohochhäuser, eine Kongresshalle sowie Einzelhandelsimmobilien. Der gesellschaftliche Auftrag der WBM umfasst die Bereitstellung, Sicherung und Schaffung von leistbarem Wohnraum für breite Schichten der Bevölkerung unter Berücksichtigung ökologischer und sozialer Dimensionen, wie der klimagerechten, sozial ausgewogenen und demografiegerechten Entwicklung der Quartiere sowie der Unterstützung und Einbeziehung der Stakeholder.
Die WBM als Mutterunternehmen konzentriert im Konzernverbund alle Aufgaben der Unternehmensführung, Immobilienbewirtschaftung und Baubetreuung. Im Rahmen der Bestandserweiterung plant und baut die WBM neue Mietwohnungen und Gewerbeflächen, prüft Immobilienankäufe und ist Partner für Berlin bei der Entwicklung komplexer Quartiere. Die Immobilienbestände des Mutterunternehmens befinden sich überwiegend im Bezirk Mitte.
Im November 2009 unterzeichnete die WBM, gemeinsam mit zwölf öffentlichen Unternehmen die Charta der Vielfalt. Ihr Auftrag umfasst die Bereitstellung, die Sicherung und Schaffung von leistbarem Wohnraum für breite Schichten der Bevölkerung.
Die WBM setzt die rechtlichen Vorgaben und Leitlinien des Landes Berlin um. Dazu gehören das Wohnraumversorgungsgesetz (WoVG), die Kooperationsvereinbarung „Leistbare Mieten, Wohnungsneubau und soziale Wohnraumversorgung“, die Beteiligungshinweis des Landes Berlin, das Berliner Ausschreibungs- und Vergabegesetz (BerlinLAG) sowie der Berliner Corporate Governance Kodex.
Am Stichtag 31. März 2024 waren 470 Personen im WBM-Konzern beschäftigt. Unter Berücksichtigung der personellen Zu- und Abgänge entspricht das einer Veränderung um plus 7,8 % gegenüber 2022. Die Frauenquote des WBM-Konzerns beträgt 57,2 %.

## Unternehmensstruktur
Die Immobilien der bestandshaltenden Gesellschaften WBF Wohnungsbaugesellschaft Berlin-Friedrichshain mbH (WBF), WBMI Real Estate GmbH Berlin (WBMI) und der Berliner Wohn und Geschäftshaus GmbH BEWOGE (BEWOGE) befinden sich überwiegend im inneren Bereich des Berliner S-Bahn-Rings.
Darüber hinaus verfügt die WBMI über Immobilien mit einem hohen Anteil an Gewerbeflächen. Neben der WBM trägt auch die WBF durch den Neubau von Wohn- und Gewerbeobjekten zur erforderlichen Bestandserweiterung bei.
Die Immobilienbestände der assoziierten Unternehmen M16 und P31 befinden sich in Berlin-Spandau. Die Verwaltung der Gebäude der M16 erfolgt durch die WBM. Die Bestände der P31 werden durch die Mitgesellschafterin degewo AG betreut. Die Verwaltung des Gewerbeportfolios von WBF, WBMI und BEWOGE erfolgt konzentriert in der WBM Immobilien-Service GmbH (WIS).
Die MMB Multi-Media-Berlin Gesellschaft mbH (MMB) stellt als Eigentümerin von Kabelnetzen in Immobilien multimediale und telemetrische Dienste für die Konzernunternehmen zur Verfügung. Weiterhin übernimmt die Gesellschaft im Rahmen des Submeterings die sukzessive Ausstattung von Liegenschaften mit Messgeräten und bietet die Ablesung und Abrechnung von verbrauchsabhängigen Heiz- und Wasserkosten an.
Quelle: Geschäftsbericht der WBM 2023

## Bekannte Objekte
Die Einkaufszentren Rathauspassagen und Berlin Carré werden von der WBM verwaltet, ebenso wie das denkmalgeschützte Haus des Lehrers.
Auch Teile des Nikolaiviertels, das Hochhaus Fischerinsel 2 in Berlin, einige Häuser an der Leipziger Straße sowie am Platz der Vereinten Nationen, befinden sich im Eigentum der WBM. Ebenso zählt das Internationale Handelszentrum (IHZ) in der Friedrichstraße zu den WBM-Immobilien.